# Sylvain Maréchal
Pierre Sylvain Maréchal (Parigi, 15 agosto 1750 – Montrouge, 18 gennaio 1803) è stato uno scrittore, poeta e agitatore politico francese, che si distinse durante la Rivoluzione francese.
Fu molto legato a Gracco Babeuf, precursore del comunismo. Desideroso di liberare l'uomo da ogni schiavitù, Sylvain Maréchal fu uno dei più importanti esponenti dell'ateismo durante la Rivoluzione, e teorici dei primi socialismo e anarchismo.

## Biografia
Figlio di Pierre Maréchal e di Brigide Meunier, Pierre Sylvain Maréchal nacque il 15 agosto 1750 a Parigi, dove il padre possedeva un negozio di vini. Nonostante il padre lo avesse destinato al commercio fin dall'infanzia, intraprese studi di legge, ma presto si dedicò alla letteratura, componendo a 20 anni una serie di odi pastorali (le Bergeries), la cui buona accoglienza gli fruttò un posto di bibliotecario al Collège des Quatre-Nations, che gli permise una vasta erudizione.
Influenzato dalle idee di Rousseau, Condillac, Voltaire, Helvétius, d'Holbach, Diderot e Meslier, Maréchal affrontò per la prima volta il problema dell'ineguaglianza sociale nel Livre de tous les âges (1779), cominciando a propugnare un socialismo agrario che puntasse alla comunità dei beni e criticando l'assolutismo dei suoi tempi. Nel 1780 pubblicò Fragments d'un poème moral sur Dieu, opera in cui indicò nel socialismo e nell'ateismo i metodi per liberare l'umanità dalla schiavitù. In seguito alla pubblicazione dell'opera Livre échappé au déluge (1784), nella quale espose le sue idee riguardanti religione, società e morale, lo scrittore perse il proprio posto di bibliotecario.
Nel 1785 il suo nome figura nella lista dei  membri della Loggia « La céleste amitié », costituita a Parigi dal Grande Oriente di Francia. Probabilmente è stato membro della Massoneria già a partire dal 1777.
Nel 1788 Maréchal pubblicò Almanach des honnêtes gens, proponendo un nuovo calendario diviso in 36 decadi in cui sostituì i nomi dei santi con quelli di letterati e sapienti nelle loro date di nascita o di morte; l'indignazione generale che accompagnò la pubblicazione dell'opera, che fu poi presa come base del calendario rivoluzionario francese entrato in vigore nel 1793, gli costò tre mesi di reclusione al carcere di Saint-Lazare.
Uscito dal carcere, Maréchal divenne nel 1790 il redattore capo del giornale Revolutions de Paris, dal quale condusse violente campagne di stampa contro il clero e la monarchia; repubblicano fervente durante le prime fasi della Rivoluzione francese, in seguito, pur componendo un Hymne à l'Être suprème per ingraziarsi Robespierre, pur essendo assai più vicino alle tendenze della decristianizzazione, non prese parte alla lotta tra Girondini e Giacobini. Tuttavia la presa di potere da parte del Direttorio lo portò ad una critica sempre più radicale; si avvicinò così alle posizioni politiche di Gracco Babeuf e scrisse il Manifeste des Égaux ("Manifesto degli Eguali", 1796), in cui propugnava ancora una volta la comunione dei beni e criticava la Costituzione del 1795. Alla scoperta della congiura degli Eguali, tuttavia, riuscì a sfuggire alle persecuzioni grazie all'abitudine di pubblicare le sue opere politiche in forma anonima.
Nel 1801 diede alle stampe il Projet d'une loi portant défense d'apprendre à lire aux femmes ("Progetto di legge per vietare alle donne di imparare a leggere"), un'opera misogina contraddittoria per una delle menti più progressiste dell'epoca, a cui rispose la sua amica Marie Armande Jeanne Gacon-Dufour, con il testo Contro il disegno di legge S***. M***, in difesa dell'insegnamento della lettura alle donne, da parte di una donna che non si vanta di essere una donna di lettere. In esso la Dufour pare considerare il pamphlet di Maréchal come una provocazione simile alla Modesta proposta di Swift, tuttavia risponde alle sue argomentazioni per evitare vengano prese sul serio.
Sylvain Maréchal morì a Montrouge il 18 aprile 1803.

## Opere

### Periodo classico
- Bergeries (1770)
- Chansons anacréontiques (1770)
- Essais de poésies légères suivis d'un songe (1775)
- Fragments d'un poème moral sur Dieu (1780)

### Periodo pre-rivoluzionario
- Dieu et les prêtres (1781)
- Fragments d'un poème philosophique (1781)
- L'Âge d'Or, recueil de contes pastoraux (1782)
- Livre échappé du déluge (1784)
- Almanach des Honnêtes Gens (1788)
- Apologues modernes, à l'usage d'un dauphin (1788)
- Costumes civils de tous les peuples connus (1788)

### Periodo rivoluzionario
- Dame Nature à la barre de l'Assemblée nationale (1791)
- Jugement dernier des rois (1793)
- Le Tableau Historique des évènements révolutionnaires de l'an II (1795)
- Manifeste des égaux (Manifesto degli Eguali, 1796)
- Pensées libres sur les prêtres (1798)
- Le Lucrèce français (1798)
- Culte et Lois d'une société d'hommes sans Dieu (1798)
- Les Voyages de Pythagore (1799)
- Histoire universelle en style lapidaire (1800)
- Dictionnaire des Athées anciens et modernes (1800), con Jérôme Lalande
- Pour et contre la Bible (1801)
- Projet d'une loi portant défense d'apprendre à lire aux femmes (Progetto di legge per vietare alle donne di imparare a leggere, 1801)
- La Femme abbé (1801)

### Opere postume
- Histoire de la Russie, réduite aux seuls faits importants (1807)
- De la vertu (1807)